# Gęsiarek Maciek
Gęsiarek Maciek (węg. Lúdas Matyi) – węgierski film animowany z 1977 roku w reżyserii Attily Dargaya na podst. poematu Lúdas Matyi Mihálya Fazekasa.

## Fabuła
W czasie polowania pan Döbrögi każe hajdukom biegać po lesie w poszukiwaniu zwierzyny i ustawiać mu ją do strzału. Hajducy chwytają także należącą do pastuszka Maćka gęś. Gdy ten dopomina się u pana o swą własność, Döbrögi poleca hajdukom wymierzyć mu 25 batów. Po wykonaniu chłosty Maciek grozi magnatowi, że wróci tu za trzy lata i po trzykroć odda mu to, co przez niego wycierpiał.
Podczas budowy nowego zamku dla pana Döbrögiego nagle zaczyna zawalać się komin. Niespodziewanie pojawia się wówczas włoski architekt, który jednym gestem naprawia szkody. Siłą zmuszony do wzięcia udziału w budowie, Włoch prowadzi budowniczych do lasu; gdy wszyscy pod komendą rządcy wycinają najdorodniejsze drzewa, architekt związuje Döbrögiego i zrzuciwszy przebranie – już jako Maciek – sprawia mu lanie.
Obolały pan Döbrögi wzywa do zamku cyrulika, który nie zrozumiawszy, co mu dolega, wyrywa nieszczęsnemu ząb. Czarownica Biri będąca ciotką naczelnika hajduków też nie przynosi magnatowi ukojenia, ponieważ plączą się jej zaklęcia i znikają gdzieś cudowne balsamy. Rozwścieczony pan wysyła straże, by jak najszybciej sprowadziły prawdziwego lekarza. Rządca przywozi napotkanego na drodze Maćka, który tym razem w przebraniu austriackiego doktora Dunsta powtórnie wymierza sprawiedliwość butnemu magnatowi, uprzednio wysławszy wojsko i straże Döbrögiego, po zioła na okłady dla pana.
Od tej pory Döbrögi bojąc się gęsiarka, nawet na zbieranie dziesięciny jeździ w towarzystwie całej swej straży. Maciek umawia się z łudząco podobnym do niego parobkiem, że ten ukaże się jadącemu na targ magnatowi, przedstawi jako Maciek gęsiarek, a następnie umknie na swym niedoścignionym rumaku. Tak też się staje; Döbrögi wysyła za nim w pogoń całą swą straż, a tymczasem prawdziwy Maciek przy wtórze wiwatującego na jego cześć tłumu po raz trzeci wymierza panu przyrzeczone 25 batów.

## Obsada głosowa
- András Kern – gęsiarek Maciek / Italiańczyk / dr Dunst
- Péter Geszti – młody gęsiarek Maciek
- László Csákányi – dziedzic Döbrögi
- Gábor Agárdi – rządca
- Antal Farkas – naczelnik hajduków
- Sándor Suka – muszkieter
- László Csurka – hajduk #1
- Gellért Raksányi – hajduk #2
- László Inke – cyrulik
- Hilda Gobbi – czarownica Biri

Źródło:

## Wersja polska
Wersja polska: Studio Opracowań Filmów w Warszawie

Reżyser: Henryka Biedrzycka

Wystąpili:
- Wojciech Szymański – gęsiarek Maciek / Italiańczyk / dr Dunst
- Tadeusz Włudarski – dziedzic Döbrögi
- Andrzej Gawroński – rządca
- Włodzimierz Bednarski – naczelnik hajduków
- Wiesław Drzewicz – muszkieter
- Henryk Łapiński –
  - hajducy,
  - różne role
- Leopold Matuszczak –
  - hajducy,
  - różne role
- Zofia Jamry – czarownica Biri

i inni
Źródło: